# Hippuritida
De Hippuritida zijn een orde van uitgestorven tweekleppigen.

## Taxonomie
De volgende taxa zijn bij de orde ingedeeld:
- Onderorde: † Hippuritidina Newell, 1965
- Onderorde: † Requieniidina Skelton, 2013